# Endomychus coccineus
Endomychus coccineus es una especie de coleóptero de la familia Endomychidae.
Se alimenta de hongos.

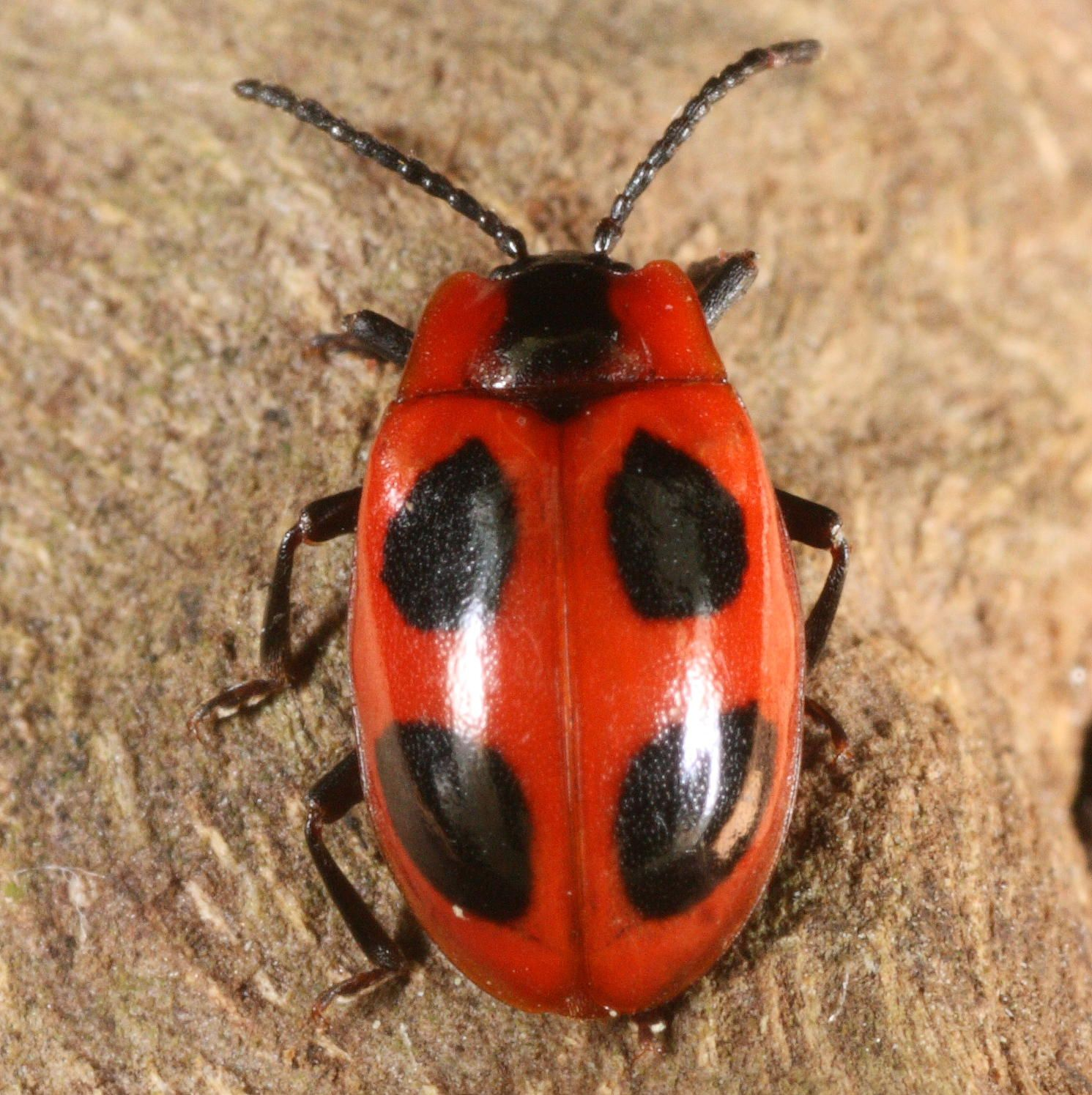
Endomychus coccineus

Habita en Europa, vive en bosques caducos.

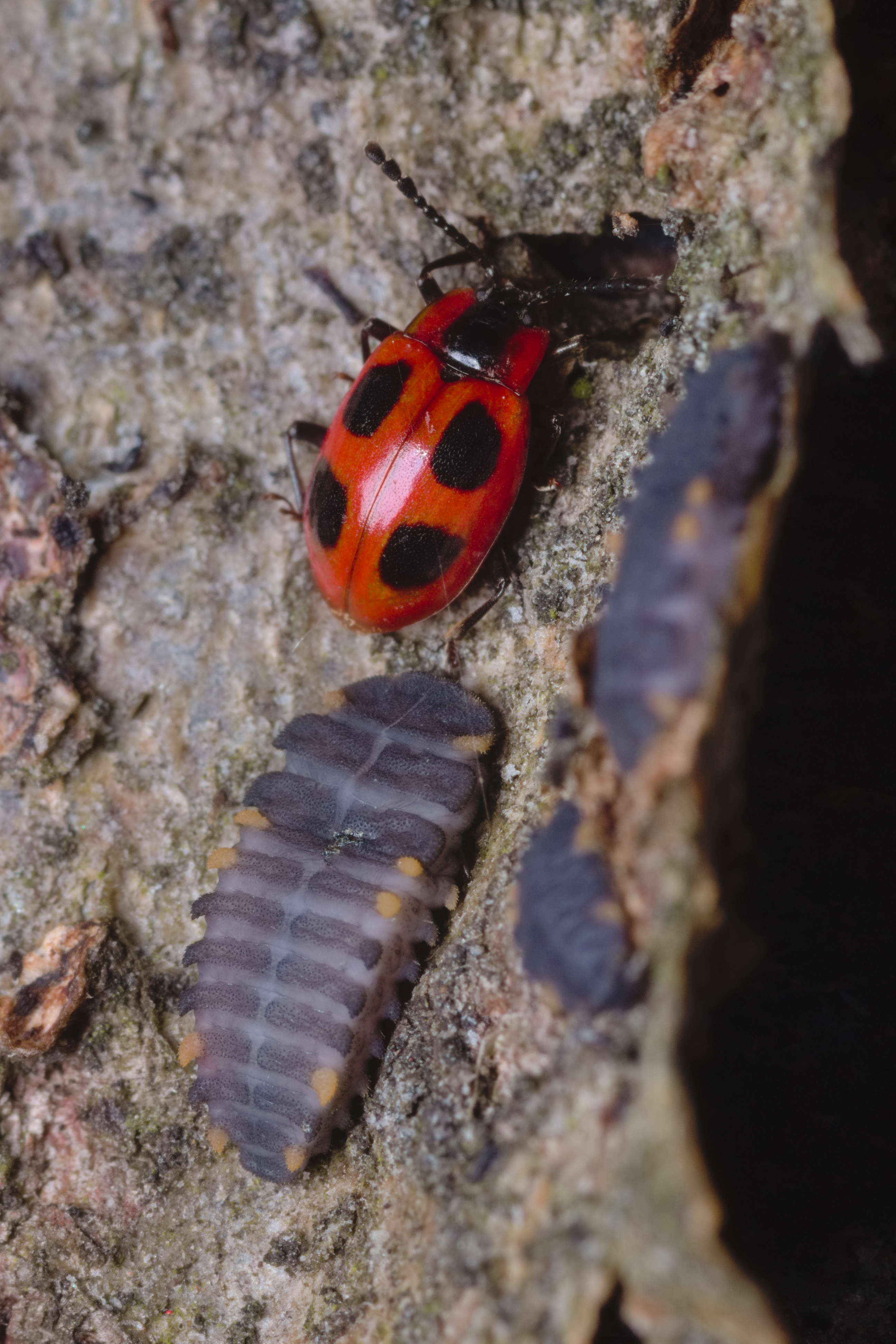
Endomychus coccineus, adulto y larva